# Tafatt

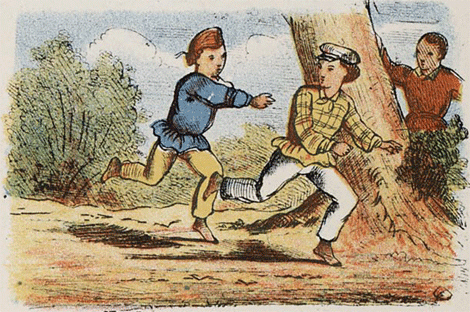
En illustration från 1860-talet.

Tafatt [tafat'] (finns ett flertal regionala namn) är en traditionell lek som kan utövas av två eller fler utövare. Den går ut på att minst en person (ibland kallad "ha'n", eg. "har den", och ibland kallad "den som är",  "den som tar" eller "tagaren"), har till uppgift att springa ifatt och greppa tag i eller röra vid andra deltagare samtidigt som ett speciellt kodord utropas. Detta "kodord" överensstämmer ofta med lekens regionala namn. Om den som jagar lyckas med sin uppgift går uppdraget vidare till den greppade eller rörda deltagaren. Det eventuella jägarbandet utväxlas och leken fortsätter. Deltagarna som jagas kan för att väcka tagarens uppmärksamhet och jaktinstinkt ropa den klassiska tafattfrasen "du kan inte ta mig", som vanligen utropas med samma retfulla satsmelodi som i barnramsan Skvallerbytta bing bång.
I syfte att ge den tagna en rimlig chans att komma undan eller för att förhindra att två personer ständigt tar varandra (när det är flera deltagare) förekommer ibland tilläggsregler i leken. I vissa tafattkretsar kan det vara förbjudet att ta fast den föregående jägaren inom en förutbestämd tid, exempelvis 10 sekunder. Ibland förekommer frasen "ingen tillbaka-kaka", som innebär att det är förbjudet att ta fast föregående jägare.
Ibland kan det också finnas en plats kallad "pax" eller "pass" där de jagade är "tu fri" och jägaren inte får ta någon. De jagade brukar få stå på ett pax i en begränsad tid.
Tafatt förekommer i en av filmerna om Emil i Lönneberga.

## Historia
Leken kallades förr även "tag fatt på den" (ta fatt på thän) och har belägg från 1687 i svenskan. Till mitten av 1900-talet förekom olika stavningar.
"Datten", som leken kallas i vissa delar av Sverige, kommer av "datt", ett ord som finns belagt från 1600-talet och betyder slag eller stöt i Hälsingland och natthugg i Närke, Blekinge och Västergötland.
"Kull", som leken kallas i vissa trakter, betyder lätt slag. I betydelsen lätt slag har ordet belägg från 1878 och frasen "bli kullad" har använts åtminstone från 1911.
"Pjätt" är ett dialektalt ord i Södra Sverige som betyder "lätt slag". Ordet har funnits sedan 1700-talet och namnet på leken åtminstone från 1899.
När leken kallas "sista", som i sammanhanget betyder lätt slag, är det vanligt att ordet används när man stöter till en medspelare. Ordet har använts i leken åtminstone från 1913.
Det finns belägg för att man i vissa trakter lekte "sur" 1926.

## Regionala namn på leken
| Regionalt namn              | Område                                                                  |
| --------------------------- | ----------------------------------------------------------------------- |
| Datten (Ibland bara ”datt”) | Närke, Östergötland, Västergötland, Småland, Blekinge, Skåne och Öland. |
| Du är (uttalat: "du'ä")     | Västernorrland                                                          |
| Hippa (lånat från finskan)  | Finlands svenskbygder, till exempel Helsingfors.                        |
| Jaga                        | Norrbotten                                                              |
| Jagad                       | Hälsingland                                                             |
| Jage                        | Göteborg, Västergötland och Dalsland.                                   |
| Jagis                       | Västmanland och Medelpad.                                               |
| Kacken                      | Värmland                                                                |
| Koppa                       | Norra Hälsingland                                                       |
| Kull                        | Stockholm och Södermanland.                                             |
| Kus                         | Södermanland                                                            |
| Lacken                      | Södra Norrland                                                          |
| Pjätt                       | Skåne                                                                   |
| Sista                       | Göteborg                                                                |
| Sur                         | Mellersta Norrland                                                      |
| Ta                          | Västergötland                                                           |
| Tan                         | Skåne                                                                   |
| Tagare                      | Uppsala och Åland.                                                      |
| Tagen                       | Västerbotten, Jämtland och Halland.                                     |
| Tatt                        | Dalarna                                                                 |
| Tatten                      | Östergötland och Västmanland.                                           |